# Kapela Svetog Križa i sv. Gianne Beretta Molla u Zagrebu
Kapela Svetog Križa i sv. Gianne Beretta Molla katolička je kapela koja se nalazi u naselju Markuševečki Popovec, koje pripada gradskoj četvrti Podsljeme u Zagrebu.

## Arhitektura i povijest
Na raskrižju putova, na mjestu starog raspela, materijalnim sredstvima mještana izgrađena je kapelica Uzvišenja sv. Križa. Kapela je posvećena 1974. godine.
Iznad krovišta kapele nalazi se mali zvonik sa satom. Vrata na pročelju zaštićena su nadstrešnicom iznad koje se, u trokutastom zabatu, nalazi prozor. U prošlosti se pored prozora nalazio natpis s imenom titulara i zaštitnice kapele. Kapela ima i bočnu sakristiju.
U unutrašnjosti kapele nalaze se oltarni stol, raspelo, svetohranište, kipić sv. Marije i slika sv. Gianne Beretta Molla s jednim od svoje djece. Sv. Gianna Beretta Molla je tijekom posvetne mise u srpnju 2005. godine pridodana kao zaštitnica kapele.

## Galerija
- Pogled na kapelu i bočnu sakristiju
- Unutrašnjost kapele
- Slika sv. Gianne Beretta Molla s njenim djetetom